# Rhythm Nation
Rhythm Nation is de tweede single en tevens titelsong van Janet Jacksons vierde studioalbum Rhythm Nation 1814 uit 1989.

## Informatie en onderwerp
Dit lied is de tweede van in totaal zeven top 5-singles van het vierde studioalbum van Janet Jackson. De zangeres nam het schrijven van de tekst voor haar rekening terwijl Jimmy Jam & Terry Lewis de composities voor hun rekening namen waarbij ze een sample maakten van "Thank You (Falettinme Be Mice Elf Agin)" van de Sly & the Family Stone uit 1969. Haar boodschap: door samen te werken werk je tegen maatschappelijke problemen als discriminatie. In de VS schopte het nummer het tot nummer 2 en stond achter "Another Day in Paradise" van Phil Collins en werd een R&B en Dance nummer 1-hit. Het aftellen in zowel het lied als in de video kreeg bekendheid. Janet heeft tijdens al haar vijf tournees het nummer live ten gehore gebracht.

## Muziekvideo
De choreografie was militair geïnspireerd en was het laatste deel van de Rhythm Nation 1814-(kort)film. Een jongeman die zijn vriend verliest door op de verkeerde tijd op de verkeerde plek te zijn ziet Janet en haar dansers dansen en wordt geïnspireerd zijn droom waar te maken. De video werd opgenomen in een verlaten fabriekshal, geregisseerd door Dominic Sena en won tijdens de MTV Video Music Awards een van de twee nominaties: Best Choreography in a Video en versloeg haar 'grote vijand' Madonna met "Vogue". Tijdens de uitreiking kreeg ze ook de Vanguard Award, toegekend voor haar bijdrage aan de videoclipkunst. In 2001 kreeg ze een soortgelijke titel toegekend: MTV Icon. In deze show brachten de hedendaagse artiesten een 'tribute' aan de zangeres door haar videoclips na te synchroniseren met de bekende dansrountines. P!nk, die "Miss You Much" deed, Usher, die "Alright" deed en Mýa, die "The Pleasure Principle" deed, brachten op het eind van hun optredens een korte ode aan Rhythm Nation door de slotdans te doen.

## Prijzen

### Billboard Music Video Awards
- 1990 - Director's Award (Black/Rap), "Rhythm Nation"
- 1990 - Billboard/Tanqueray Sterling Music Video Award for Artistic Achievement, "Rhythm Nation"

### BMI Pop Awards
- 1990 - "Rhythm Nation"

### MTV Video Music Awards
- 1990 - Best Choreography in a Video, "Rhythm Nation"

### Soul Train Awards
- 1990 - Best R&B/Urban Contemporary Music Video, "Rhythm Nation"